# Cleretum
Cleretum é um género botânico pertencente à família Aizoaceae.

## Espécies
- Cleretum herrei
- Cleretum lyratifolium
- Cleretum papulosum